# Weisenheim am Sand
Weisenheim am Sand är en kommun och ort i Landkreis Bad Dürkheim i förbundslandet Rheinland-Pfalz i Tyskland.
Kommunen ingår i kommunalförbundet Verbandsgemeinde Freinsheim tillsammans med ytterligare sju kommuner.